# Municipio de Hayes (condado de Buena Vista)
El municipio de Hayes (en inglés: Hayes Township) es un municipio ubicado en el condado de Buena Vista en el estado estadounidense de Iowa. En el año 2010 tenía una población de 1199 habitantes y una densidad poblacional de 13,91 personas por km².

## Geografía
El municipio de Hayes se encuentra ubicado en las coordenadas 42°35′50″N 95°13′12″O / 42.59722, -95.22000. Según la Oficina del Censo de los Estados Unidos, el municipio tiene una superficie total de 86.17 km², de la cual 73.59 km² corresponden a tierra firme y (14.6%) 12.58 km² es agua.

## Demografía
Según el censo de 2010, había 1199 personas residiendo en el municipio de Hayes. La densidad de población era de 13,91 hab./km². De los 1199 habitantes, el municipio de Hayes estaba compuesto por el 86.16% blancos, el 1.58% eran afroamericanos, el 0.08% eran amerindios, el 3.17% eran asiáticos, el 0.58% eran isleños del Pacífico, el 5.84% eran de otras razas y el 2.59% pertenecían a dos o más razas. Del total de la población el 17.35% eran hispanos o latinos de cualquier raza.